# Юсупов, Артур Римович
Арту́р Ри́мович Юсу́пов (род. 1 сентября 1989, Куйбышев, СССР) — российский футболист, полузащитник.

## Карьера

### Клубная
Играть в футбол начинал в Самаре. Занимался в местной СДЮШОР «Заря», первый тренер — Сергей Белоусов. В 10 лет перешёл в футбольную школу московского «Локомотива». В возрасте 12 лет был приглашён в Академию футбола имени Юрия Коноплёва.
С 2006 по 2008 год выступал на профессиональном уровне за команды Академии им. Ю. Коноплёва «Крылья Советов-СОК» и «Тольятти».
30 декабря 2008 года заключил трёхлетний контракт с московским «Динамо». Дебютировал в чемпионате России 8 ноября 2009 года в матче «Спартак-Нальчик» — «Динамо».
В 2010 году на правах аренды перешёл в «Химки». В 2011 году Юсупов продлил контракт с «Динамо». При Сергее Силкине Юсупов стал чаще попадать в состав команды, потеснив Томислава Дуймовича. В 2012 года «Динамо» снова перезаключило контракт с игроком. В 2013 и 2014 годах «Спартак» заинтересовался игроком, а в 2014 году уже «Зенит» пытался приобрести Юсупова за 5 млн евро.
22 марта 2015 года главный тренер «Динамо» Станислав Черчесов заявил, что Юсупов ведёт переговоры с петербургским «Зенитом», поскольку контракт игрока с московским клубом заканчивался летом 2015 года и клуб не может из-за кризиса предложить лучшие условия. Позднее ТАСС сообщил о том, что контракт между «Зенитом» и футболистом будет заключен уже 25 марта с зарплатой € 1,6 млн в год, в то время как «Динамо» сделало предложение в размере 1,44 млн евро.
5 июня 2015 года было официально объявлено о заключении контракта между Юсуповым и «Зенитом» на четыре года. Дебют Юсупова состоялся 12 июля 2015 года в матче за Суперкубок России. Свой первый мяч за клуб забил 2 мая 2016 года в финале Кубка России с ЦСКА (4:1).
22 июня 2017 года на правах аренды до конца сезона перешёл в футбольный клуб «Ростов».
Половину сезона пропустил из-за разрыва крестообразных связок. 25 июля 2018 года разорвал контракт с «Зенитом» и подписал годичный контракт с «Ростовом». Провел за клуб 29 игр, забил один гол — в ворота «Зенита». В январе 2019 расторг контракт с «Ростовом» и подписал соглашение с «Динамо» до лета 2020 года. В июле 2020 года покинул московский клуб.
В сентябре 2020 года перешёл в «Сочи». 31 мая 2024 года покинул клуб из-за истечения контракта.
19 июня 2024 года стал игроком подмосковных «Химок», за которые уже выступал в 2010 году. Однако, Артур провёл за клуб только один матч, выйдя на замену против «Оренбурга» в Кубке России, а 14 сентября контракт с подмосковным клубом был расторгнут по взаимному соглашению сторон.  
19 сентября 2024 года стал игроком екатеринбургского «Урала», подписав контракт до 5 декабря 2024 года.
19 января 2025 года объявил о завершении профессиональной карьеры. В марте того же года присоединился к медиафутбольной команде 2DROTS. Дебютировал в Медиалиге 20 апреля.

### В сборных
Привлекался в юношескую и молодёжную сборные России по футболу. 19 августа 2011 года был вызван в стан второй сборной России на матч c олимпийской сборной Беларуси. 30 июля 2013 года попал в расширенный состав главной сборной, вызванной для подготовки к отборочному матчу чемпионата мира 2014 против сборной Северной Ирландии. Дебютировал за сборную России 17 ноября 2015 года в товарищеском матче против сборной Хорватии.
6 июня 2016 РФС объявил о том, что Юсупов заменит на чемпионате Европы во Франции травмировавшегося в игре против Сербии Игоря Денисова. Однако на самом турнире Юсупов не провёл ни игры.

## Достижения
«Зенит»
- Бронзовый призёр чемпионата России: 2015/16, 2016/17
- Обладатель Кубка России: 2015/16
- Обладатель Суперкубка России: 2015, 2016

«Сочи»
- Серебряный призёр чемпионата России: 2021/22

## Статистика

### Клубная
| Выступление        | Выступление      | Выступление      | Лига | Лига | Кубок | Кубок | Еврокубки | Еврокубки | Суперкубок | Суперкубок | Итого | Итого |
| Клуб               | Лига             | Сезон            | Игры | Голы | Игры  | Голы  | Игры      | Голы      | Игры       | Голы       | Игры  | Голы  |
| ------------------ | ---------------- | ---------------- | ---- | ---- | ----- | ----- | --------- | --------- | ---------- | ---------- | ----- | ----- |
| Крылья Советов-СОК | 2Д               | 2006             | 22   | 1    | 0     | 0     | —         | —         | —          | —          | 22    | 1     |
| Крылья Советов-СОК | 2Д               | 2007             | 26   | 2    | 1     | 0     | —         | —         | —          | —          | 27    | 2     |
| Крылья Советов-СОК | 2Д               | 2008             | 0    | 0    | 1     | 0     | —         | —         | —          | —          | 1     | 0     |
| Крылья Советов-СОК | Итого            | Итого            | 48   | 3    | 2     | 0     | —         | —         | —          | —          | 50    | 3     |
| Тольятти           | 2Д               | 2008             | 27   | 3    | 0     | 0     | —         | —         | —          | —          | 27    | 3     |
| Тольятти           | 2Д               | 2009             | 0    | 0    | 2     | 0     | —         | —         | —          | —          | 2     | 0     |
| Тольятти           | Итого            | Итого            | 27   | 3    | 2     | 0     | —         | —         | —          | —          | 29    | 3     |
| Динамо (Москва)    | РФПЛ             | 2009             | 1    | 0    | 0     | 0     | —         | —         | —          | —          | 1     | 0     |
| Динамо (Москва)    | РФПЛ             | 2011/12          | 26   | 1    | 4     | 0     | —         | —         | —          | —          | 30    | 1     |
| Динамо (Москва)    | РФПЛ             | 2012/13          | 25   | 2    | 1     | 0     | 3         | 1         | —          | —          | 29    | 3     |
| Динамо (Москва)    | РФПЛ             | 2013/14          | 24   | 2    | 1     | 0     | —         | —         | —          | —          | 25    | 2     |
| Динамо (Москва)    | РФПЛ             | 2014/15          | 21   | 1    | 1     | 0     | 7         | 1         | —          | —          | 29    | 2     |
| Динамо (Москва)    | Итого            | Итого            | 97   | 6    | 7     | 0     | 10        | 2         | —          | —          | 114   | 8     |
| → Химки            | 1Д               | 2010             | 36   | 7    | 1     | 0     | —         | —         | —          | —          | 37    | 7     |
| → Химки            | Итого            | Итого            | 36   | 7    | 1     | 0     | —         | —         | —          | —          | 37    | 7     |
| Зенит              | РФПЛ             | 2015/16          | 23   | 0    | 4     | 1     | 6         | 0         | 1          | 0          | 34    | 1     |
| Зенит              | РФПЛ             | 2016/17          | 17   | 1    | 1     | 0     | 2         | 0         | 1          | 0          | 21    | 1     |
| Зенит              | Итого            | Итого            | 40   | 1    | 5     | 1     | 8         | 0         | 2          | 0          | 55    | 2     |
| Ростов             | РПЛ              | → 2017/18        | 16   | 1    | 0     | 0     | —         | —         | —          | —          | 16    | 1     |
| Ростов             | РПЛ              | 2018/19          | 13   | 0    | 3     | 1     | —         | —         | —          | —          | 16    | 1     |
| Ростов             | Итого            | Итого            | 29   | 1    | 3     | 1     | —         | —         | —          | —          | 32    | 2     |
| Динамо (Москва)    | РПЛ              | 2018/19          | 12   | 1    | 0     | 0     | —         | —         | —          | —          | 12    | 1     |
| Динамо (Москва)    | РПЛ              | 2019/20          | 21   | 1    | 0     | 0     | —         | —         | —          | —          | 21    | 1     |
| Динамо (Москва)    | Итого            | Итого            | 33   | 2    | 0     | 0     | —         | —         | —          | —          | 33    | 2     |
| Сочи               | РПЛ              | 2020/21          | 23   | 7    | 4     | 2     | —         | —         | —          | —          | 27    | 9     |
| Сочи               | РПЛ              | 2021/22          | 26   | 8    | 1     | 0     | 3         | 0         | —          | —          | 30    | 8     |
| Сочи               | РПЛ              | 2022/23          | 26   | 3    | 4     | 0     | —         | —         | —          | —          | 30    | 3     |
| Сочи               | РПЛ              | 2023/24          | 23   | 1    | 5     | 0     | —         | —         | —          | —          | 28    | 1     |
| Сочи               | Итого            | Итого            | 98   | 19   | 14    | 2     | 3         | 0         | —          | —          | 115   | 21    |
| Химки              | РПЛ              | 2024/25          | 0    | 0    | 1     | 0     | —         | —         | —          | —          | 1     | 0     |
| Химки              | Итого            | Итого            | 0    | 0    | 1     | 0     | —         | —         | —          | —          | 1     | 0     |
| Урал               | 1Л               | 2024/25          | 7    | 0    | 2     | 0     | —         | —         | —          | —          | 9     | 0     |
| Урал               | Итого            | Итого            | 7    | 0    | 2     | 0     | —         | —         | —          | —          | 9     | 0     |
| Всего за карьеру   | Всего за карьеру | Всего за карьеру | 415  | 42   | 37    | 4     | 21        | 2         | 2          | 0          | 475   | 48    |

### Сборная
| Матчи Юсупова за сборную России | Матчи Юсупова за сборную России | Матчи Юсупова за сборную России | Матчи Юсупова за сборную России | Матчи Юсупова за сборную России | Матчи Юсупова за сборную России |
| №                               | Дата                            | Соперник                        | Счёт                            | Голы                            | Соревнование                    |
| ------------------------------- | ------------------------------- | ------------------------------- | ------------------------------- | ------------------------------- | ------------------------------- |
| 1                               | 17 ноября 2015                  | Хорватия                        | 1:3                             | -                               | Товарищеский матч               |
| 2                               | 26 марта 2016                   | Литва                           | 3:0                             | -                               | Товарищеский матч               |